# Атаманюк Володимир Михайлович
Володимир Михайлович Атаманюк (нар. 13 червня 1955, Сталіно, УРСР) — радянський футболіст, згодом — радянський та український футбольний тренер.

## Кар'єра гравця
Вихованець групи підготовки донецького «Шахтаря». Перший тренер - Євген Якович Шейко. Після закінчення школи став грати за дубль «гірників». Під час служби в армії грав у складі СКА (Київ) у другій лізі чемпіонату СРСР. Після армії повернувся в «Шахтар», де ще рік програв в дублі. У 1976 році перейшов у команду другої ліги «Новатор» (Маріуполь). Через півтора року перейшов у клуб першої союзної ліги - запорізький «Металург». У «Металурзі» грав з 1977 по 1984 рік на позиції крайнього атакуючого півзахисника - крайнього нападника.

## Кар'єра тренера
Після завершення ігрової кар'єри з 1985 по 1987 роки очолював ДЮСШ міста Дніпродзержинська. У 1987 році повернувся в Запоріжжя, на посаду помічника головного тренера в «Торпедо». Працював під керівництвом Йожефа Беца, Євгенія Лемешка, Матвієнка, Маслова. З «Торпедо», який втратив місце у вищій лізі, пішов до Олександра Іщенка в кіровоградську «Зірку», де пропрацював два роки.
У 2000 році Мирон Маркевич забрав тренера в Запоріжжя. Після відставки Маркевича працював головним тренером «Металурга» у вищій лізі. Всього за чотири тури Атаманюк не зміг добути жодного очка, а різниця забитих та пропущених м'ячів склала 1:7.
Надалі працював у донецькому «Металурзі», криворізькому «Кривбасі» та луганській «Зорі» у Олександра Косевича. У 2012 році повернувся в запорізький «Металург» на запрошення Віталія Кварцяного. Надалі працював у тренерському штабі Іллі Близнюка в кіровоградській «Зірці».
У 2017 році повернувся до роботи під керівництвом Олександра Косевича в краматорському «Авангарді».